# Finse meelbes
De Finse meelbes (Sorbus hybrida) of bastaardmeelbes is een sierboom, die behoort tot de rozenfamilie (Rosaceae). De boom wordt Finse meelbes genoemd, omdat deze veel in Zuidwest-Finland voorkomt en daar ook ontdekt is. In Nederland wordt de cultivar Sorbus hybrida 'Gibbsii' aangeplant. De boom is vrijwel resistent tegen bacterievuur.
De boom wordt tot 7 m hoog en heeft een breed-opgaande, gesloten kroon. Hij ziet er vuurrood uit, met een paar gele streepjes aan de zijkant. De grijziggroene tot donkergroene bladeren zijn gedeeltelijk ingesneden en krijgen in de herfst een oranje-gele herfstkleur.
De boom bloeit in mei met witte bloemen, die in tuilen staan. De vruchten zijn zo groot als kersen, glanzend donkerrood en blijven van augustus tot oktober aan de boom zitten.

## Namen in andere talen
De namen in andere talen kunnen vaak eenvoudig worden opgezocht met de interwiki-links.
- Duits: Bastard-Mehlbeere
- Engels: Oakleaf Mountain Ash
- Frans: Alisier de Laponie, Sorbier hybride

... · 
S. aria (Meelbes) · 
S. aucuparia (Wilde lijsterbes) · 
S. domestica (Peervormige lijsterbes) · 
S. hybrida (Finse meelbes]) · 
S. intermedia (Zweedse lijsterbes) · 
S. margittaiana · 
S. ×thuringiaca (Gedeelde meelbes) · 
S. torminalis (Elsbes) · 
...